# Daniel Sirera
Daniel Sirera Bellés  (Badalona, 30 de julio de 1967) es un político español. Fue presidente del Partido Popular de Cataluña de 2007 a 2008 tras la dimisión de Josep Piqué en julio de 2007 y ocupó un escaño como diputado en el Parlamento de Cataluña por la circunscripción de Barcelona. Además, fue presidente del Grupo Parlamentario del Partido Popular de Cataluña en el Parlamento de Cataluña y senador por designación autonómica. Master en Derecho de la Sociedad de la Información por el ICAB. Experto Universitario en Mediación Civil, Mercantil y Familiar. Es miembro del Colegio de Periodistas de Cataluña. Exsenador y expresidente del PP de Cataluña, cargos en los que fue sustituido por Alicia Sánchez-Camacho, es también cofrade de honor de la Joven cofradía de cava de San Sadurní de Noya. Colaboró como articulista en El Periódico de Catalunya, ABC, El Mundo, E-Noticies y Libertad Digital. Es autor del Libro Tan catalán como tú (Ed. Martínez Roca).

## Biografía

### Vida privada
Daniel Sirera i Bellés nació en Badalona el 30 de julio de 1967, y tiene dos hijos. Es licenciado en Derecho por la Universidad de Barcelona, es abogado del Ilustre Colegio de Abogados de esa misma locación. Este le concedió la medalla al honor por su labor en el turno de oficio. 

### Compromiso político

#### Parlamentario catalán
Entre 1995 y 2010, Daniel Sirera fue diputado por la circunscripción de Barcelona en el Parlamento de Cataluña.

### Presidente del PP de Cataluña y asesor (2007-2012)
El 21 de julio de 2007, dos días después de la dimisión de Josep Piqué, Daniel Sirera fue nombrado por la comisión ejecutiva regional presidente del Partido Popular de Cataluña (PPC) aunque hasta ahora había sido secretario de Comunicación y portavoz del grupo parlamentario.
Si bien quería postularse para la sucesión al año siguiente, desistió a petición de la dirección nacional en favor de Alicia Sánchez-Camacho.
Desde el año 2009 hasta 2012 fue CEO de la agencia de comunicación S&L Comunicación. Es miembro del Consejo Asesor del Internet Governance Forum en España.

### Candidato a la alcaldía de Barcelona
Daniel Sirera fue reclutado, el 2 de febrero de 2022, por Carlos Mazón, recientemente elegido presidente del Partido Popular de la Comunidad Valenciana (PPCV), para ser su jefe de gabinete. Apenas un año después, fue propuesto por el Partido Popular, por decisión personal de su presidente, Alberto Núñez Feijóo, como cabeza de lista en las elecciones municipales del 28 de mayo en Barcelona.

### Concejal
Actualmente, es concejal en el Ayuntamiento de Barcelona.

## Trayectoria política
- Ha sido presidente de Nuevas Generaciones del Partido Popular de Barcelona[9]
- Vicesecretario nacional de NN.GG.[9]
- Miembro de la Junta Directiva Nacional del PP[9]
- Vicesecretario General de Acción Política PPC.[9]
- Vicesecretario General de Organización PPC.[9]
- Portavoz del Partido Popular de Cataluña[10]
- Secretario ejecutivo de comunicación del PPC
- Concejal del Ayuntamiento de Barcelona
- Diputado en el Parlamento de Cataluña desde 1995[11] a 2010.
- Presidente del Partido Popular de Cataluña de julio de 2007[12] a julio de 2008[13]
- Senador en 2008[14]
- Consejero Secretario del Consejo del Audiovisual de Cataluña desde julio de 2012[15][16] a enero de 2022
- Candidato del Partido Popular de Cataluña a la alcaldía de Barcelona. Elecciones Municipales mayo 2023

## Condecoraciones
Le ha sido otorgada por la Generalitat de Cataluña; la medalla de protección civil de Cataluña con la categoría de Plata. 